# Haplocyclodesmus haitianus
Haplocyclodesmus haitianus är en mångfotingart som först beskrevs av Chamberlin 1918.  Haplocyclodesmus haitianus ingår i släktet Haplocyclodesmus och familjen Sphaeriodesmidae. Inga underarter finns listade i Catalogue of Life.